# Klaus Zumwinkel

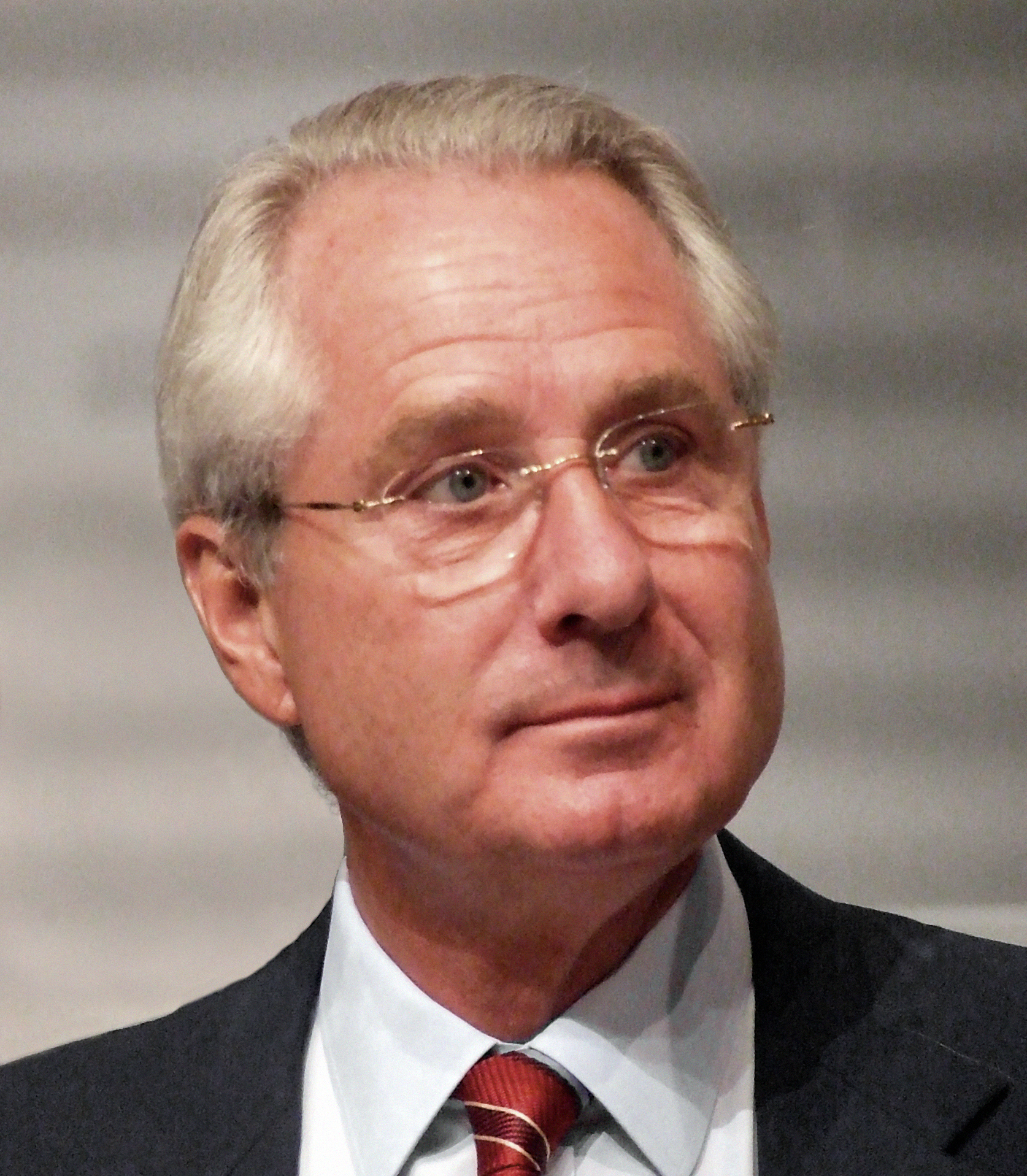
Klaus Zumwinkel (2007)

Klaus-Gerhard Maximilian Zumwinkel (* 15. Dezember 1943 in Rheinberg) ist ein deutscher Manager. Er ist Unternehmensberater und ehrenamtlich als Vorstand der Deutschen Post-Stiftung sowie als Präsident der von der Stiftung geförderten Forschungsinstitute IZA Institute of Labor Economics (Institut zur Zukunft der Arbeit), briq Institute on Behavior & Inequality und SUN Institute Environment & Sustainability tätig. Zumwinkel war von 1990 bis Ende 1994 Geschäftsführer bei der Deutschen Bundespost und von 1995 bis 2008 Vorstandsvorsitzender der Deutschen Post AG. 2009 wurde er wegen Steuerhinterziehung zu einer zur Bewährung ausgesetzten Freiheitsstrafe von zwei Jahren und einer Bewährungsauflage, nach der ein Geldbetrag in Höhe von einer Million Euro zu zahlen ist, verurteilt.

## Leben

### Herkunft und Ausbildung
Klaus Zumwinkel wurde in Rheinberg (damals Kreis Moers, heute Kreis Wesel, Nordrhein-Westfalen) am Niederrhein als zweiter Sohn einer Unternehmerfamilie geboren und wuchs in Kamp-Lintfort auf. Dort hatte sein Vater den Grundstein für das Familiengeschäft gelegt. Als frühes NSDAP-Mitglied konnte er auf Grund der Verordnung über den Einsatz des jüdischen Vermögens ein Bekleidungsgeschäft für eine sehr geringe Summe den jüdischen Besitzern abkaufen. Auf diese Weise kam Zumwinkels Familie nach Kamp-Lintfort. In der Nachbarstadt Moers legte Klaus Zumwinkel am Gymnasium Adolfinum sein Abitur ab und studierte anschließend Betriebswirtschaftslehre an der Westfälischen Wilhelms-Universität Münster. Nach seinem Diplom (1969) besuchte er ab 1970 die Wharton School der US-amerikanischen University of Pennsylvania. 1971 verließ er die Hochschule als Master of Science (M.Sc.) und kehrte nach Deutschland zurück. In Münster wurde er 1973 mit einer Untersuchung zur „Planung und Prüfung betrieblichen Informationshandelns“ zum Dr. rer. pol. promoviert.

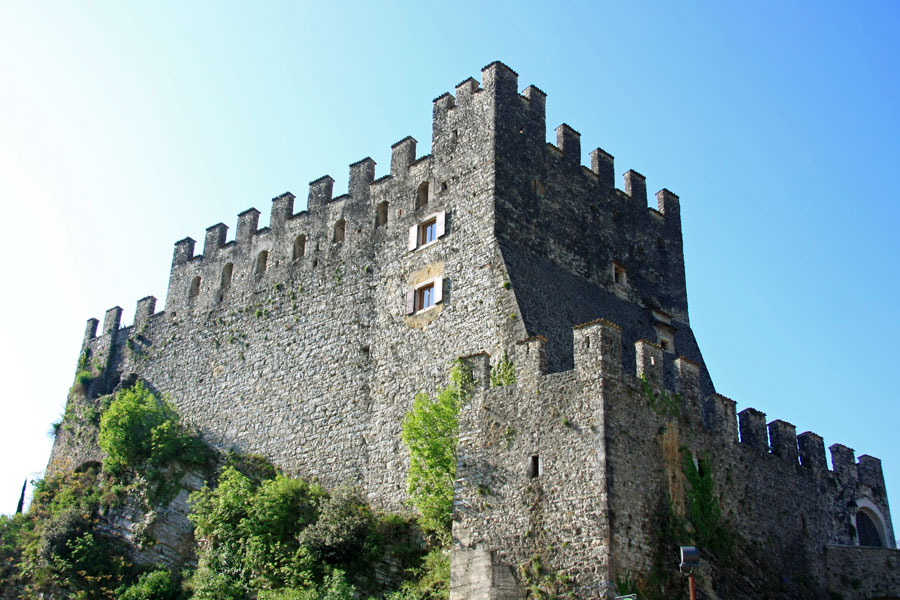
Zumwinkel-Anwesen am Gardasee, Castello di Tenno

Er ist verheiratet und hat zwei Kinder. Seinen beruflichen Mittelpunkt hat er heute in London, wo er als Investor tätig ist. Privat lebt er in London und auf Castello di Tenno am Gardasee in Italien.

### Beruf und Karriere
Nach dem Tod seines Vaters übernahm Zumwinkel zusammen mit seinem älteren Bruder Hartwig (1935–2010) die Geschäftsführung des elterlichen Handelsunternehmens. Dieses wurde 1971 an Rewe verkauft und umfasste damals zehn Kaufhäuser und fünfzig Discounter-Läden. So erwarb er bereits vor seiner ersten Angestelltentätigkeit ein erhebliches Vermögen.
In den Jahren 1974 bis 1984 war er bei McKinsey beschäftigt, ab 1979 als Partner und Mitglied der deutschen Geschäftsführung, zuletzt seit 1984 als Senior Partner und Mitglied der weltweiten Geschäftsführung. 1985 verließ er das Unternehmen und übernahm den Vorstandsvorsitz beim Großversandhaus Quelle, wo er seit 1984 bereits als Berater beschäftigt war.
Fünf Jahre später ernannte man ihn kurz nach der ersten Postreform zum Geschäftsführer der Deutschen Bundespost. Seit Gründung der Aktiengesellschaft 1995 war er bis zu seinem Rücktritt 2008 auch deren Vorstandsvorsitzender und damit zuletzt der dienstälteste Vorsitzende eines DAX-Unternehmens, der für das Geschäftsjahr 2008 nicht entlastet wurde. In seiner Amtszeit wurden unter anderem die Akquisitionen der Logistikunternehmen Global Mail, Danzas und 'Herald International Mailings' getätigt. Unter Zumwinkel wurde außerdem im November 2000 der Börsengang der Deutschen Post sowie 2004 der Postbank vollzogen. Einer seiner größten Erfolge und zugleich der größte ausländische Logistikauftrag der Deutschen Post war ein zehnjähriger Logistikauftrag mit der britischen National Health Service, der im September 2006 abgeschlossen wurde. Seinen planmäßigen Rücktritt vom Amt des Postchefs hatte Zumwinkel für Ende 2008 vorgesehen.
Zumwinkel war außerdem Aufsichtsratsvorsitzender der Deutschen Telekom; ferner saß er in Aufsichtsräten der Allianz, Deutschen Lufthansa und Morgan Stanley. Bis zum 31. Dezember 2008 gehörte er dem Aufsichtsrat von Arcandor (ehemals KarstadtQuelle) an. Er saß damit bei den größten und bedeutendsten privatisierten deutschen Staatsbetrieben – ob Postdienst, Postbank, Telekom oder Lufthansa – im Kontrollgremium. Dieses „Übermaß an Macht“ wurde zuletzt auch von der Politik kritisiert. Neben diesen Positionen war Zumwinkel auch Mitglied des Kuratoriums der gemeinnützigen Bertelsmann Stiftung (2001–2004).
Im Jahr 2000 wurde Zumwinkel mit einem Bambi ausgezeichnet. 2001 erhielt er das Große Bundesverdienstkreuz. Ab 2002 nahm Zumwinkel regelmäßig an den Bilderberg-Konferenzen teil. Im selben Jahr wurde Zumwinkel vom Verein Deutsche Sprache der Titel „Sprachpanscher des Jahres“ für die Einführung von Anglizismen wie „Global Mail“, „Stampit“ oder „Freeway“ verliehen. 2003 wurde er vom deutschen Manager Magazin zum „Manager des Jahres 2003“ gewählt. 2007 erhielt er den Verdienstorden des Landes Nordrhein-Westfalen.
Im April 2009 gab Zumwinkel sein 2001 erhaltenes Großes Bundesverdienstkreuz zurück, im Mai 2009 auch seinen NRW-Verdienstorden.

## Strafverfahren
Nach einer Durchsuchung in seinem Kölner Privathaus am Morgen des 14. Februar 2008 wurden Ermittlungen der Staatsanwaltschaft Bochum gegen Zumwinkel unter Leitung von Margrit Lichtinghagen öffentlich. Durchsucht wurde gleichzeitig das Büro des Managers in der Konzernzentrale im Bonner Post Tower. Ihm wurde Steuerhinterziehung in Höhe von einer Million Euro zur Last gelegt.
Die Ermittlungen standen in Zusammenhang mit der Liechtensteiner Steueraffäre und mit Geldanlagen in einer speziellen Stiftung nach liechtensteinischem Recht über die LGT Bank. Da sich Zumwinkel kooperativ zeigte und einen Betrag von vier Millionen Euro als Sicherheitsleistung hinterlegte, wurde ein gegen ihn bestehender Haftbefehl außer Vollzug gesetzt.

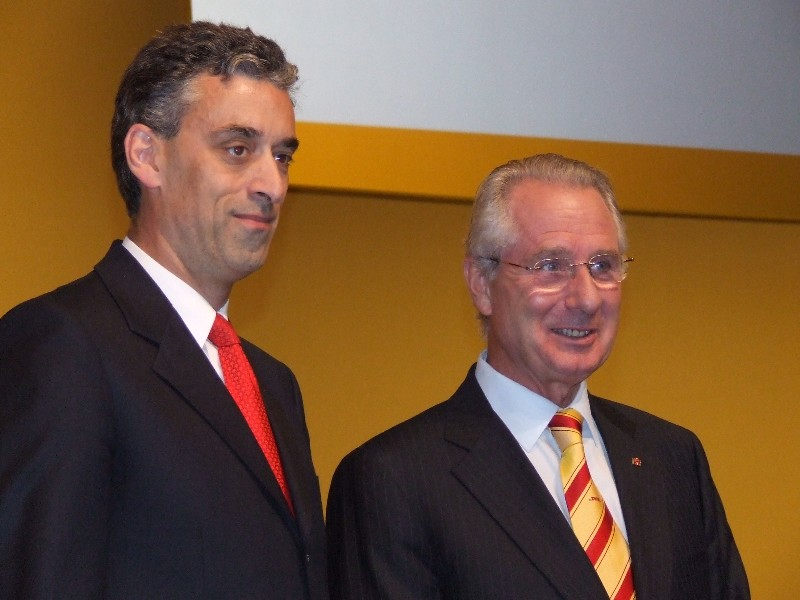
Klaus Zumwinkel rechts neben Frank Appel (2007)

Nachdem Zumwinkel am 15. Februar seinen Rücktritt als Postchef angeboten hatte, bestellte der Post-Aufsichtsrat am 18. Februar einstimmig und mit sofortiger Wirkung Frank Appel zu seinem Nachfolger. Zumwinkels Vertrag lief ursprünglich noch bis November 2008. Er trat am gleichen Tag als Aufsichtsratsvorsitzender von Deutscher Telekom und Postbank zurück. Die Durchsuchungen bei Zumwinkel gelten als erste behördliche Aktion eines umfassenden Ermittlungsverfahrens zur bisher größten Steueraffäre in Deutschland.
Im Monat November 2008 wurde am Landgericht Bochum Anklage erhoben, nachdem die Anwälte Zumwinkels nicht erfolgreich waren, einen Prozess gegen ihn zu vermeiden. Zumwinkel wurde vorsätzliche Steuerhinterziehung vorgeworfen. Knapp 1,2 Millionen Euro soll dieser in den Jahren 2002 bis 2007 mit seiner Familien-Stiftung »Devotion« (Hingabe) in Liechtenstein dem Fiskus vorenthalten haben.
Am 26. Januar 2009 wurde Klaus Zumwinkel von der 12. großen Strafkammer des Landgerichts Bochum wegen Steuerhinterziehung zu einer zur Bewährung ausgesetzten Freiheitsstrafe von zwei Jahren verurteilt. Zugleich erteilte das Gericht eine Bewährungsauflage, nach der ein Geldbetrag in Höhe von einer Million Euro zu zahlen ist. Davon gehen 800.000 Euro an die Staatskasse und 200.000 Euro an gemeinnützige Organisationen. Zumwinkel hatte gestanden, über eine Stiftung in Liechtenstein Steuern in Höhe von knapp 970.000 Euro hinterzogen zu haben. Laut Anklage soll Zumwinkel in den Jahren 2001 bis 2007 sogar Abgaben in Höhe von 1,2 Millionen Euro hinterzogen haben. Bezüglich des Jahres 2001 ließ das Gericht die Anklage allerdings nicht zur Hauptverhandlung zu, weil die Tat verjährt war und die Verjährung nicht rechtzeitig unterbrochen wurde (ein Ermittlungsrichter hatte Beschlüsse 12 Stunden zu spät ausgefertigt).
Gisela Friedrichsen kommentierte das Urteil dahingehend, dass sich das Strafmaß zwar im Rahmen des Üblichen bewegt habe, der Prozess habe aber gleichwohl wie ein abgekartetes Spiel gewirkt: Vermögende Angeklagte könnten sich ein Urteil nach ihrem Gusto gestalten. Selbst Richter des Bundesgerichtshofs sollen eine Freiheitsstrafe von drei Jahren ohne Bewährung für Zumwinkel für „gut vertretbar“ gehalten haben.
Im Rahmen der Telekom-Bespitzelungsaffäre hatte zudem die Staatsanwaltschaft Bonn Ermittlungen gegen Klaus Zumwinkel eingeleitet. Er stand im Verdacht, die Ausspähung von Telefondaten über mehr als ein Jahr lang angeordnet zu haben. Wegen der noch nicht vollständig geklärten Rolle Zumwinkels in der Überwachungsaffäre verschob die Hauptversammlung der Telekom am 30. April 2009 die Entscheidung über seine Entlastung auf die nächste Hauptversammlung 2010. Die Ermittlungen wurden im Juni 2010 mangels Tatverdacht eingestellt. Am 1. Februar 2011 teilte die Telekom mit, dass sowohl Zumwinkel als auch der ehemalige Vorstandsvorsitzende Kai-Uwe Ricke einen Vergleich geschlossen haben, der unter Vorbehalt der Zustimmung durch die Aktionäre steht. Inhalt des Vergleichs ist es, „einen beträchtlichen Teil des der Deutschen Telekom entstandenen Schadens durch Zahlungen in jeweils gleicher Höhe auszugleichen und einen jeweils gleichen, recht namhaften Teilbetrag dieser Zahlungen nicht gegenüber der Managerversicherung geltend zu machen.“ Nach Angaben eines Beraters von Zumwinkel soll es sich um eine Summe von 250.000 Euro handeln, zuzüglich der Übernahme von Anwaltskosten in Höhe von 300.000 Euro.

## Pensionsansprüche und Boni
Anfang März 2009 wurde bekannt, dass sich Klaus Zumwinkel Pensionsansprüche von über 20 Millionen Euro von der Deutschen Post im Rahmen eines Wahlrechts als Kapital hatte auszahlen lassen. Außerdem erhielt er – laut Geschäftsbericht der Deutschen Post – für zwei Monate seiner Tätigkeit als Vorstandschef im Jahre 2008 Gesamtbezüge in Höhe von insgesamt 714.045 Euro.
In diesem Betrag enthalten war eine Bonuszahlung von 480.184 Euro. Zudem erhielt er Aktienoptionen mit einem Zeitwert von mehr als einer Million Euro.
Damit ist Zumwinkel das einzige Vorstandsmitglied, das einen Bonus für 2008 erhalten hat. Sämtliche anderen Vorstände hatten angesichts eines Milliarden-Jahresverlustes keine Boni erhalten. Mehrere Politiker sowie die Vizepräsidentin des Sozialverbandes VdK, Carin E. Hinsinger, äußerten sich empört, während Zumwinkel selber die Auszahlung seiner Pensionsansprüche mit den Worten „Ich bin doch nicht der einzige, der sich seine Rente frühzeitig ausbezahlen lässt“ verteidigte. Nach Ansicht von Rentenexperten ist der Betrag von 20 Millionen Euro nur dadurch zu erklären, dass es einzelvertragliche Zusatzvereinbarungen gegeben haben muss, da die Abgeltung der jährlichen Altersbezüge günstigstenfalls einen Barwert von 14,5 Millionen Euro ergeben würde.

## Buchveröffentlichungen
- Martin R. Stuchtey, Per-Anders Enkvist, Klaus Zumwinkel: A Good Disruption: Redefining Growth in the Twenty-First Century. Bloomsbury, London 2016, ISBN 978-1-4729-3978-4.